# Ilia Grouev (football, 2000)
Ilia Grouev (en bulgare : Илия Груев), né le 6 mai 2000 à Sofia en Bulgarie est un footballeur international bulgare qui évolue au poste de milieu défensif à Leeds United.

## Biographie

### En club
Né à Sofia en Bulgarie, Ilia Grouev est formé en Allemagne par le FC Rot-Weiss Erfurt, puis par le Werder Brême. C'est avec ce club qu'il joue son premier match en professionnel le 23 décembre 2020, lors d'une rencontre de coupe d'Allemagne face au Hanovre 96. Il entre en jeu à la place de Jean-Manuel Mbom et son équipe s'impose par trois buts à zéro.
Le 31 août 2023, Ilia Grouev rejoint l'Angleterre afin de s'engager en faveur de Leeds United. Il signe un contrat de quatre ans, soit jusqu'en juin 2027.

### En équipe nationale
Ilia Grouev représente l'équipe de Bulgarie des moins de 17 ans pour un total de trois matchs joués entre 2017 et 2018.
Avec l'équipe de Bulgarie des moins de 18 ans il joue un total de sept matchs et marque un but entre 2017 et 2018.
Ilia Grouev est convoqué pour la première fois avec l'équipe nationale de Bulgarie en septembre 2022. Il honore sa première sélection le 23 septembre 2022 contre Gibraltar. Il est titularisé et son équipe l'emporte par cinq buts à un,.

## Vie privée
Ilia Grouev est le fils de l'ancien international bulgare portant le même nom, Ilia Grouev. Quelques semaines après sa naissance sa famille s'installe en Allemagne, à Duisbourg, puis il grandit à Erfurt lorsque son père déménage vers cette ville afin d'être entraîneur des jeunes du FC Rot-Weiss Erfurt, que le jeune Ilia intègre ensuite.

## Statistiques
| Saison                | Club                  | Championnat           | Championnat | Championnat | Coupe(s) nationale(s) | Coupe(s) nationale(s) | Compétition(s) continentale(s) | Compétition(s) continentale(s) | Compétition(s) continentale(s) | Total | Total |
| Saison                | Club                  | Division              | M.          | B.          | M.                    | B.                    | Comp.                          | M.                             | B.                             | M.    | B.    |
| 2020-2021             | Werder Brême          | Bundesliga            | 1           | 0           | 2                     | 0                     | -                              | -                              | -                              | 3     | 0     |
| 2021-2022             | Werder Brême          | 2.Bundesliga          | 26          | 1           | -                     | -                     | -                              | -                              | -                              | 26    | 1     |
| 2022-2023             | Werder Brême          | Bundesliga            | 31          | 0           | 1                     | 0                     | -                              | -                              | -                              | 32    | 0     |
| 2023-2024             | Werder Brême          | Bundesliga            | 1           | 0           | -                     | -                     | -                              | -                              | -                              | 1     | 0     |
| Sous-total            | Sous-total            | Sous-total            | 59          | 1           | 3                     | 0                     | -                              | 0                              | 0                              | 62    | 1     |
| 2023-2024             | Leeds United          | Championship          | 15          | 0           | 2                     | 0                     | -                              | -                              | -                              | 17    | 0     |
| Sous-total            | Sous-total            | Sous-total            | 15          | 0           | 2                     | 0                     | -                              | 0                              | 0                              | 17    | 0     |
| Total sur la carrière | Total sur la carrière | Total sur la carrière | 74          | 1           | 5                     | 0                     | -                              | 0                              | 0                              | 79    | 1     |

## Palmarès

### En club
- Leeds United
  - Champion de Championship en 2025